# Božji gnjev (2024.)
Božji gnjev je nadolazeći hrvatski ratni film iz 2024. godine redatelja Kristijana Milića u produkciji hrvatskog studija Eurofilm i koprodukcije bosanskohercegovačkog studija KFU Oktavijan, snimljen prema scenariju i istoimenom romanu književnika i kolumnista portala Bljesak.info Josipa Mlakića.
Svjetska premijera filma održat će se na 71. Pulskom filmskom festivalu 15. srpnja 2024.

## Radnja
Film prati Iliju, vojnika HVO-a u Srednjoj Bosni krajem 1993. godine. Nakon rutinske akcije postavljanja mina, Ilija saznaje da mu je mlađi brat Goran poginuo zajedno s osmoricom vojnika iza neprijateljskih linija. Kroz prijatelja iz tajne službe, Ilija otkriva da misija u kojoj je Goran stradao nije bila službena, već su on i ostali vojnici bili plaćenici. Istražujući dalje, Ilija razotkriva mrežu ilegalnih aktivnosti koja uključuje ne samo vojsku, već i visoko rangirane dužnosnike. Kako njegova istraga postaje sve opasnija, Ilijina prvobitna želja za istinom pretvara se u opasan osvetnički pohod.

## Glumačka postava
- Ivo Krešić kao Ilija
- Marko Cindrić kao Zoran
- Domagoj Mrkonjić kao Mađar
- Ivan Skoko kao Crni
- Mario Knezović kao Džafer
- Dragan Despot kao Mate
- Dejan Aćimović kao Hadžija
- Vinko Kraljević kao Fra Zvonimir
- Mate Gulin kao Jozo
- Mladen Vulić kao Pukovnik
- Dragan Šuvak kao kao Stanko Rebić
- Martina Mandek
- Marinko Prga kao Ive
- Mijo Jurišić kao Ante
- Darko Stazić kao Ilijin otac
- Vlasta Ramljak kao Ilijina majka
- Slaven Knezović kao Zapovjednik
- Miro Barnjak kao Doktor
- Mijo Kevo kao Vojni policajac
- Anđela Kusić kao Vesna
- Matija Čigir kao Boris
- Maja Lasić kao Mrtvozornica
- Asim Ugljen
- Nino Sorić kao Igor
- Tomislav Šipek kao Besni
- Robert Ugrina kao Bolek
- Kristijan Ugrina kao Lolek
- Ana Bulajić Črček kao Časna sestra
- Mirko Pivčević kao Vojni svećenik
- Nora Vrsalović
- Josip Mlakić
- Vini Jurčić kao Liječnica
- Ljubomir Jurković
- Dragan Veselić
- Sebastijan Kobas kao Bolnicar
- Ana Martinović kao Patronažna sestra
- Nikola Zavrtnik
- Vladimir Atlija
- Vedrana Rapić kao Časna sestra
- Tihomir Galevski
- Leon Lasić
- Miro Dragicević
- Ante Gašpar kao Konobar
- Filip Knezović
- Grgo Prskalo
- Oliver Brešić
- Ante Marasović kao Goran
- Silvijo Bračić
- Petar Novaković
- Kristijan Topolovec
- Resat Avmedoski kao Konobar u Zagrebu

## Snimanje
Snimanje je trajalo od 1. prosinca 2021. do 23. siječnja 2022. a snimalo se na području Like, Korenice, Gračaca i Zagreba.
Budžet filma bio je oko 6,5 milijuna HRK od čega 3,8 milijuna HRK samo od HAVC-a

## Vanjske poveznice
- Božji gnjev na stranicama HAVC-a
- Božji gnjev na stranicama Pulskog filmskog festivala
- Božji gnjev u internetskoj bazi filmova IMDb-a